# Rezerwat przyrody Pużyckie Łęgi
Rezerwat przyrody Pużyckie Łęgi – leśny rezerwat przyrody na obszarze Wysoczyzny Żarnowieckiej w kompleksie leśnym Lasów Lęborskich. Został utworzony w 2001 roku. Powierzchnia rezerwatu wynosi 4,93 ha, a powierzchnia jego otuliny – 9,86 ha. Ochronie rezerwatu podlega odcinek leśnej doliny Pużyckiej Strugi z charakterystyczną roślinnością obszaru źródliskowego. Występują tu również stanowiska roślin podlegających ochronie i rzadkich (m.in. pełnik europejski, stoplamek plamisty, fiołek torfowy, wielosił błękitny i wawrzynek wilczełyko. Najbliższe miejscowości to Pużyce i Świchowo.